# Cour suprême des États fédérés de Micronésie

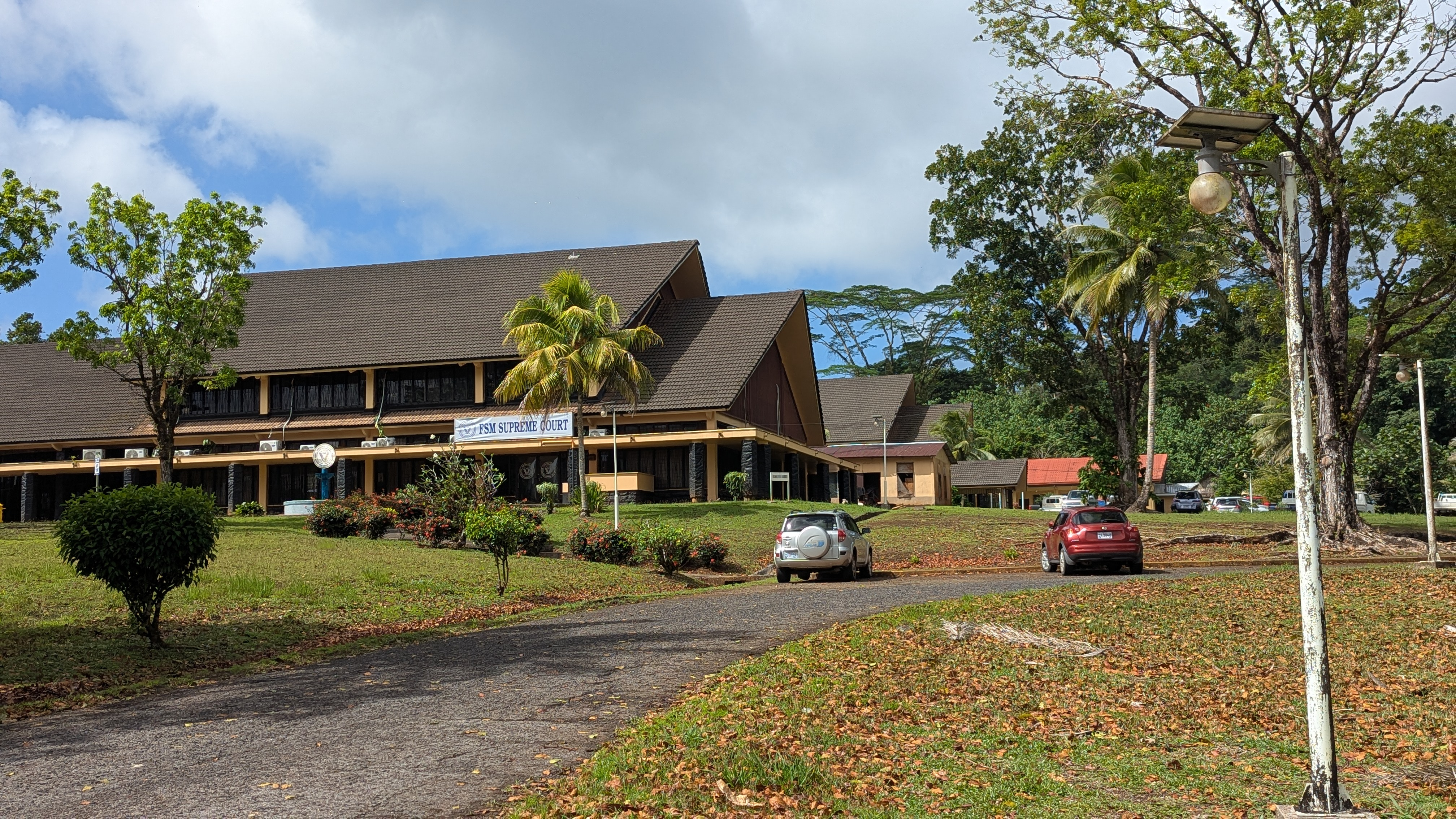
La Cour suprême des États fédérés de Micronésie

La Cour suprême des États fédérés de Micronésie est la plus haute juridiction judiciaire des États fédérés de Micronésie.

## Membres et champs d'actions
La Cour suprême est prévue par l'article XI de la constitution des États fédérés de Micronésie. Elle est investie du pouvoir judiciaire, est la plus haute juridiction du pays, et ses décisions doivent être conformes à la constitution dont elle est garante. Elle comprend un juge en chef et pas plus de cinq juges associés. Les juges sont nommés par le président et doivent être approuvés par les deux tiers du Congrès. Ils peuvent être révoqués pour des raisons de trahison ou de corruption par un vote des deux tiers au Congrès. 
La Cour suprême juge les affaires criminelles majeures telles que le Congrès en a défini le périmètre, les cours de justice des États étant chargées des autres. La Cour suprême est investie de la compétence initiale et d'appel pour toutes les affaires relevant de la Constitution. Elle a la responsabilité finale d’interpréter la Constitution. Par conséquent, les décisions des cours de justice des États nécessitant une interprétation de la constitution fédérale doivent être certifiées par la Cour suprême.
L'article 2, section I de la Constitution dispose que celle-ci est la norme suprême des États fédérés de Micronésie. Aucune clause constitutionnelle de la constitution micronésienne ni de la constitution américaine ne spécifie par quel moyen la constitutionnalité des lois doit être vérifiée. En se fondant sur la pratique aux États-Unis et dans d'autres pays, ainsi que dans les anciens tribunaux du Territoire sous tutelles des îles du Pacifique, la Cour suprême des États fédérés de Micronésie a jugé que son rôle était d'effectuer un contrôle juridictionnel de la constitution. Elle a ainsi statué, a posteriori, sur l'illégalité de lois votées par le Congrès des États fédérés de Micronésie ou la législature des États.
À la différence de la constitution américaine, celle micronésienne prévoit que les appels contre les décisions des tribunaux étatiques peuvent être entendus par la division d'appel de la Cour suprême des États fédérés de Micronésie. En outre, cette dernière a compétence exclusive sur les affaires dans lesquelles le gouvernement national est une partie, sauf lorsqu'un intérêt foncier est en cause. Les tribunaux des États sont également tenus de certifier les questions de droit national à la division d'appel de la Cour suprême fédérale pour décision ou renvoi, mais cette disposition a été presque entièrement ignorée.

## La clause d'orientation judiciaire
L'article XI, § 11 de la Constitution est la disposition relative à l'"orientation judiciaire". Elle déclare, dans sa forme de 1975, que les décisions des cours « doivent être conformes à la présente Constitution, aux coutumes et traditions micronésiennes et à la configuration sociale et géographique de la Micronésie ». En ce sens, l'intention des rédacteurs, connue par les Journaux de la Convention constitutionnelle, est primordiale. Une deuxième Convention constitutionnelle, convoquée à Pohnpei, en 1990, ratifiée par plébiscite le 2 juillet 1991, ajoute la phrase suivante : « En rendant une décision, le tribunal doit consulter et appliquer les sources des États fédérés de Micronésie ». Malgré l'absence de journaux complets pour cette Convention, au contraire de celle de 1975, renseignant sur les intentions des rédacteurs, Edward C. King y perçoit une réaffirmation en sourdine de la préoccupation de l'origine des sources du droit constitutionnel. Les rédacteurs de la Convention de 1975 se sont grandement appuyés sur le droit constitutionnel des États-Unis, par conséquent, « les interprétations par les tribunaux américains de dispositions constitutionnelles similaires dans la constitution des États fédérés de Micronésie peuvent servir de preuves de l'intention des rédacteurs uniquement jusqu'au moment où la constitution des États fédérés de Micronésie a été adoptée ou ratifiée », mais la disposition relative à l’orientation judiciaire oblige toutes les décisions de justice à être conformes à la culture et à la géographie micronésiennes. Sur ce fondement, une norme comme le bénéfice du doute, reconnue tant par les États-Unis que par de nombreux pays à travers le monde, ayant toujours été appliquée dans les juridictions judiciaires micronésiennes antérieures, est considérée comme applicable dans les États fédérés de Micronésie. A contrario, le droit américain ne peut être opposé à une disposition constitutionnelle micronésienne ainsi que l'a statué la Cour suprême en 1985. Contrairement à la pratique judiciaire du temps du Territoire sous tutelle des îles du Pacifique, le droit coutumier n'est pas dans une position inférieure à celle du droit écrit, le droit coutumier et le système juridique constitutionnel micronésien jouent des rôles différents mais complémentaires et non subordonnés. Selon une interprétation de la cour de justice de Pohnpei, le premier a pour objet de mettre fin aux conflits et de désamorcer les tensions, alors que le second sert à faire préserver l'ordre, le respect des lois et à placer les individus devant la responsabilité de leurs actes. Selon le code pénal national, à partir du moment où une action en justice a été intentée et doit aboutir à une peine, un tribunal doit reconnaître les coutumes généralement acceptées, déterminer leur applicabilité et leurs effets. 
La clause d'"orientation judiciaire" contient une ambiguïté, voire une contradiction : la constitution d'une part et les coutumes et la tradition d'autre part peuvent ne pas être cohérentes entre elles. Dans de nombreux cas, les excuses coutumières sont considérées comme des facteurs atténuants dans les procédures de détermination de la peine par un tribunal voire un facteur déterminant dans la réalisation ou non de poursuites judiciaires. En revanche, la pratique de châtiments corporels tels que le passage à tabac, susceptible d'être pratiqué dans le cadre de peines traditionnelles, est en contradiction avec la "Déclaration des Droits de la constitution" et pose de complexes problèmes de droit, par exemple sur la nature de justice et le respect de la clause d'orientation. Ils sont pour le moment irrésolus.